# Lista de incidentes com submarinos no século XXI

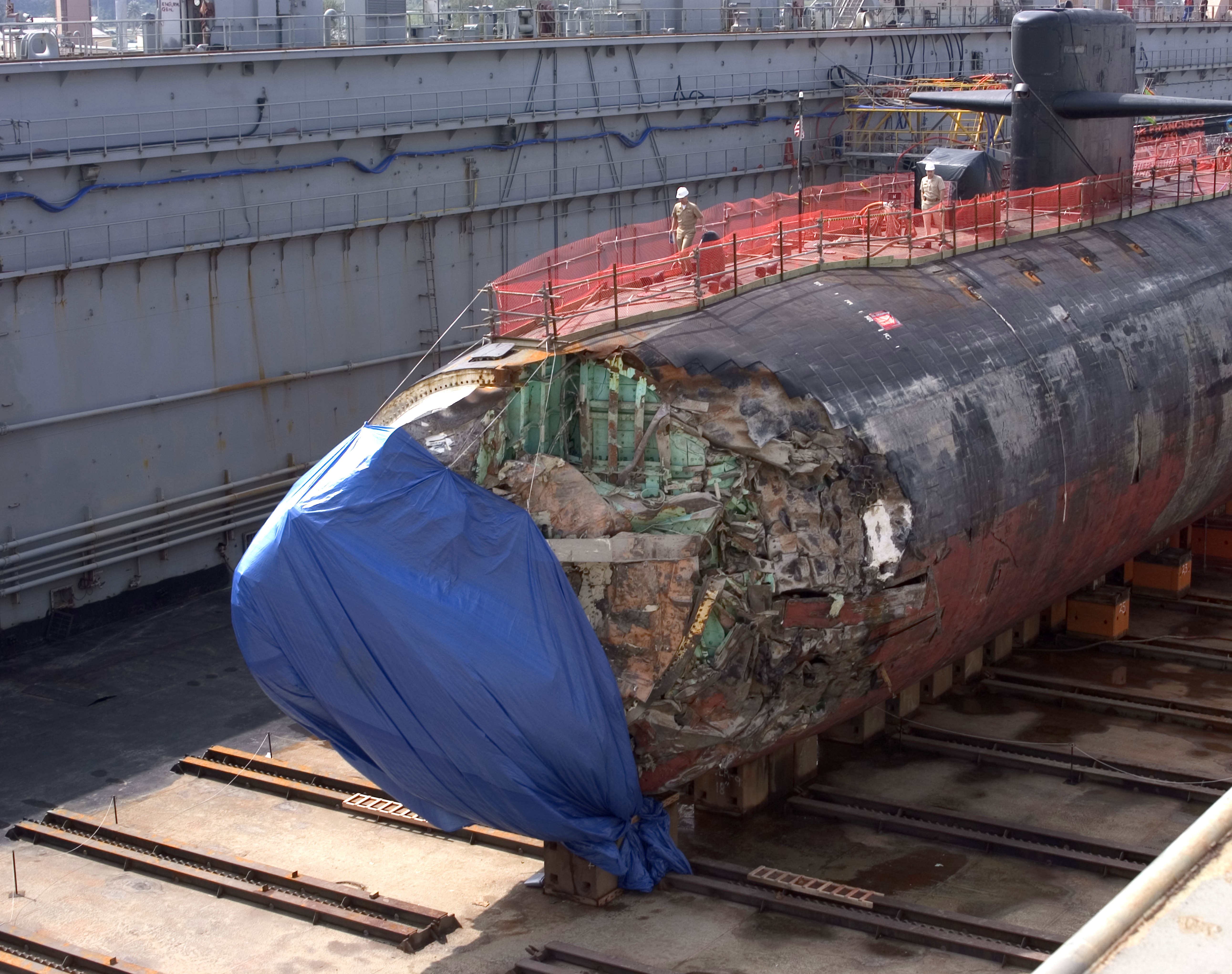
USS San Francisco em dique seco após sofrer incidente próximo á costa de Guam em 2005

Esse artigo lista os acidentes e incidentes envolvendo submarinos desde o início do século XXI.

## 2001

### Colisão entre oEhime Maru e o USS Greeneville
Em 9 de fevereiro de 2001, o submarino americano USS Greeneville acidentalmente atingiu e afundou um navio de treinamento de pesca japonês, Ehime-Maru, matando nove dos 35 japoneses a bordo, incluindo quatro estudantes, a 16 km da costa de Oahu. A colisão ocorreu enquanto membros do poder público estavam a bordo do submarino, observando uma sonda de perfuração na superfície.
Uma investigação naval descobriu que o acidente foi resultado de varreduras de sonar mal executadas, uma busca ineficaz por periscópio pelo comandante do submarino, Scott Waddle, má comunicação entre a tripulação e distrações causadas pela presença dos 16 civis a bordo do submarino.

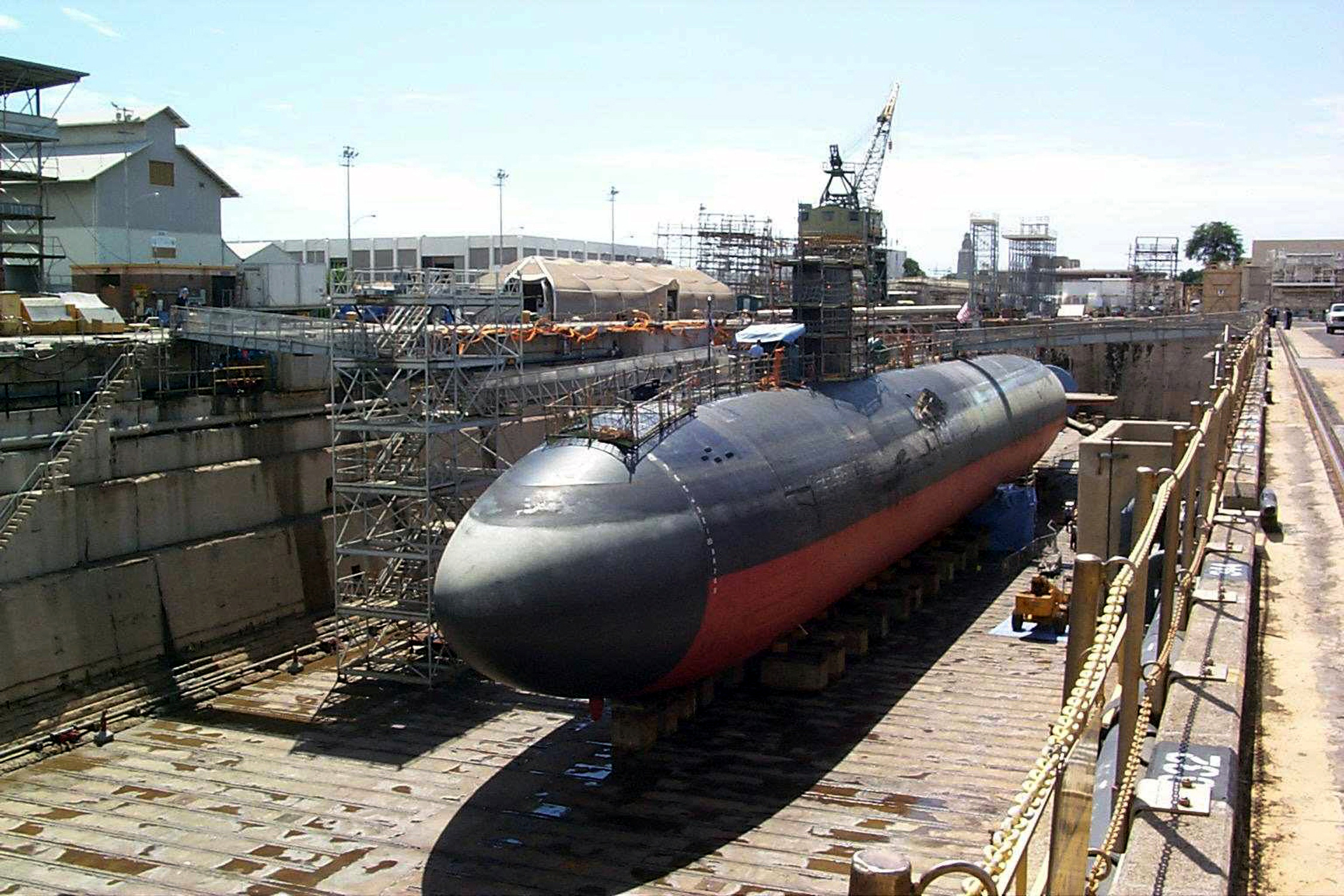
Greeneville estacionado em dique seco na Baía de Pearl Harbor em 21 de Fevereiro de 2001, após atingir e afundar o navio de pesca Ehime Maru.

A Marinha e o comando do submarino Greeneville foram criticados por não fazer nenhuma tentativa imediata de ajudar os japoneses que sobreviveram à colisão inicial. As condições climáticas estavam produzindo ondas de 2,4 a 3,7 m e a condição parcialmente submersa do submarino impedia a abertura das escotilhas do convés. Estes itens foram citados como razões para o capitão do submarino optar por se afastar e permanecer por perto. Enquanto a Guarda Costeira dos EUA respondeu imediatamente, os sobreviventes do Ehime Maru recorreram a jangadas salva-vidas presentes no navio.

## 2002

### Inundação do USS Dolphin
Em maio de 2002, o submarino de pesquisa USS Dolphin, da Marinha dos EUA, sofreu graves inundações e incêndios ao largo da costa de San Diego, na Califórnia. O navio foi abandonado pela tripulação e pelo pessoal civil da Marinha, que foram resgatados por embarcações próximas. Ninguém ficou gravemente ferido. Embora severamente danificado, o submarino foi rebocado de volta a San Diego para revisão geral.

### Colisão do USS Oklahoma City com navio petroleiro
Em 13 de novembro de 2002, o USS Oklahoma City colidiu com o petroleiro Norman Lady, a leste do Estreito de Gibraltar. Ninguém ficou ferido em ambas as embarcações, e não houve vazamentos de óleo dos tanques de combustível e nenhuma ameaça ao meio ambiente, mas o submarino sofreu danos em seu periscópio e no controle de navegação, posteriormente transferido para La Maddalena, na Itália, para reparos. Seu comandante, Richard Voter, foi dispensado de seu comando em 30 de novembro. Um outro oficial e dois tripulantes alistados também foram punidos por abandono do dever.